# Beulas

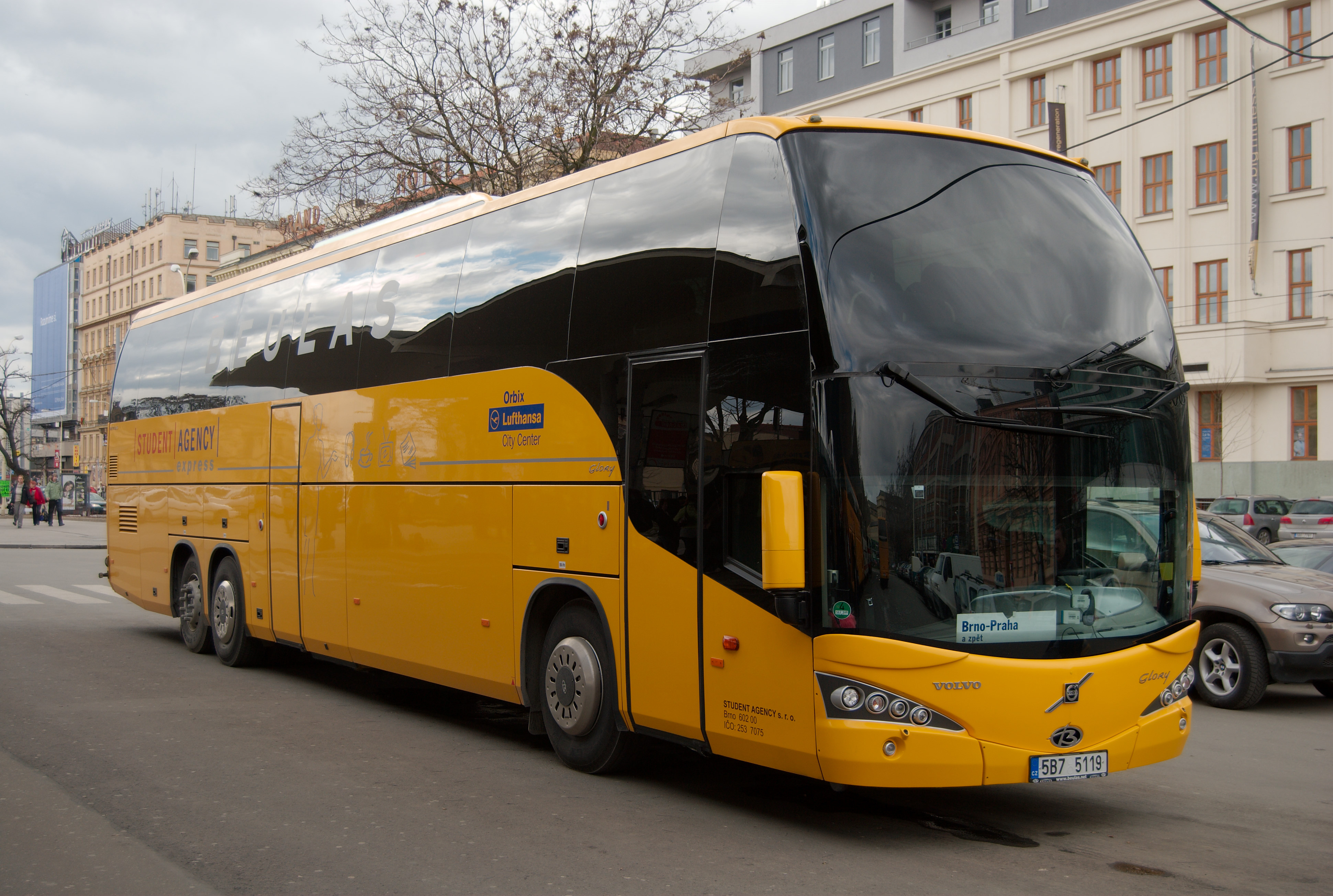
Dálkový autobus Beulas Glory na podvozku Volvo společnosti Student Agency

Beulas SAU je španělský výrobce autobusů. Společnost vyrábí dálkové autobusy na různých podvozcích. Autobusy Beulas se prodávají po celé Evropě.

## Produkce
- Gianino – malý dálkový autobus
- Aura – dálkový autobus
- Cygnus – dálkový autobus
- Glory – vrchol řady luxusních dálkových autobusů, ve výrobě od 2008
- Jewel – poschoďový dálkový autobus
- Mythos – dálkový autobus
- Spica'C – dálkový autobus, vycházející z modelu Stergo
- BS - Vyhlídkový poschoďový autobus

## Podvozky
Karoserie dálkových autobusů Beulas jsou stavěné na podvozcích těchto výrobců:
- Iveco/Irisbus
- Mercedes-Benz
- Volvo
- DAF
- Scania
- MAN